# Heteroleuca subfalcata
Heteroleuca subfalcata är en fjärilsart som beskrevs av Paul Dognin 1913. Heteroleuca subfalcata ingår i släktet Heteroleuca och familjen mätare. Inga underarter finns listade i Catalogue of Life.